# 만져라 탐정 오자와 리나
만져라 탐정 오자와 리나(일본어: おさわり探偵 小沢里奈, Touch Detective, 프랑스 제외 유럽 출시명: Mystery Detective)는 장치의 터치 스크린을 활용한 닌텐도 DS용 포인트 앤드 클릭 미스터리 어드벤처 게임이다. 비웍스가 개발하고 일본에서 석세스에 의해 배급되었다. 미국에서는 아틀러스 USA에 의해, PAL 지역에서는 505 게임스에 의해 배급되었다. 2011년 8월 4일 iOS용으로 출시되었다. 첫 번째 챕터는 무료 다운로드가 가능하다. 이 게임은 일본에서 닌텐도 스위치용으로 출시가 예정되었다.

## 평가
| 평론 점수 평론사 점수 DS iOS 어드벤처 게이머즈 [ 1 ] N/A EGM 5.17/10 [ 2 ] N/A 유로게이머 N/A 7/10 [ 3 ] 패미츠 26/40 [ 4 ] N/A 게임 인포머 6.75/10 [ 5 ] N/A 게임프로 3.75/5 [ 6 ] N/A 게임스팟 6/10 [ 7 ] N/A 게임스파이 [ 8 ] N/A 게임지보 N/A [ 9 ] 게임존 7.5/10 [ 10 ] N/A IGN 5.5/10 [ 11 ] N/A 닌텐도 파워 6/10 [ 12 ] N/A 터치아케이드 N/A [ 13 ] 통합 점수 메타크리틱 60/100 [ 14 ] 63/100 [ 15 ] |         |        |
| 평론 점수 |         |        |
| 평론사 | 점수    | 점수   |
| 평론사 | DS      | iOS    |
| 어드벤처 게이머즈 | [ 1 ]   | N/A    |
| EGM | 5.17/10 | N/A    |
| 유로게이머 | N/A     | 7/10   |
| 패미츠 | 26/40   | N/A    |
| 게임 인포머 | 6.75/10 | N/A    |
| 게임프로 | 3.75/5  | N/A    |
| 게임스팟 | 6/10    | N/A    |
| 게임스파이 | [ 8 ]   | N/A    |
| 게임지보 | N/A     | [ 9 ]  |
| 게임존 | 7.5/10  | N/A    |
| IGN | 5.5/10  | N/A    |
| 닌텐도 파워 | 6/10    | N/A    |
| 터치아케이드 | N/A     | [ 13 ] |
| 통합 점수 |         |        |
| 메타크리틱 | 60/100  | 63/100 |